# A Szovjetunió Fegyveres Erői
A Szovjet Fegyveres Erők (oroszul: Вооружённые Силы Советского Союза, magyar átírásban: Vooruzsonnije Szili Szovetszkovo Szojuza), teljes nevén a Szovjet Szocialista Köztársaságok Szövetségének Fegyveres Erői (Вооружённые Силы Союза Советских Социалистических Республик) a Szovjetunió katonai szervezete volt. Az oroszországi polgárháború után jött létre és a Szovjetunió 1991-es felbomlásakor szűnt meg.
Létrejöttekor Szovjet-Oroszország fegyveres erejét a Vörös Hadsereg (benne a szárazföldi erők és a Vörös Légierő), valamint a Vörös Flotta, a Belügyi Csapatok, a Határőr Csapatok és az Állami Konvojkísérő Csapatok alkották.
A második világháborút követően, 1946 januárjától az átszervezés nyomán a Szovjet Fegyveres Erőket a fegyveres erők központi szervei, a Szovjet Hadsereg (szárazföldi erők, légierő,  légvédelmi csapatok, hadászati rakétacsapatok), a Szovjet Haditengerészet, a Polgári Védelmi Csapatok, a Szovjet Belügyi Csapatok, a Hátországi Csapatok, valamint a KGB Határőr Csapatai alkották.
A fegyveres erők létszáma a második világháború idején meghaladta a 11 millió főt, de az 1980-as években is az 5 milliós létszámával a világ legnagyobb fegyveres ereje volt.
A szervezet élén a Szovjet Fegyveres Erők legfőbb parancsnoka állt. Ezt  posztot 1941-től haláláig Sztálin töltötte be. 1955-től a fegyveres erők élén a Szovjet Védelmi Tanács vezetője állt, aki rendszerint az SZKP éppen hivatalban lévő főtitkára volt. 1990-től a Szovjetunió elnöke töltötte be a fegyveres erők legfőbb parancsnoki posztját is.